# دی‌آزانفتالن
دی‌آزانفتالن‌ها(به انگلیسی: Diazanaphthalene) دسته‌ای از ترکیبات آروماتیک هتروسیکل هستند که دارای فرمول شیمیایی C۸H۶N۲ است. این ترکیبات از یک حلقه دوگانه نفتالینی تشکیل شده‌اند که در آن دو اتم کربن با اتم‌های نیتروژن جایگزین شده‌اند. ده ایزومر ساختاری از این ترکیبات وجود دارد که بر اساس مکان اتم‌های نیتروژن با یکدیگر متفاوت هستند.
این گروه شامل دو زیر گروه است:
- بنزودی‌آزین‌ها شامل ۴ عضو مه هر دو اتم نیتروژن در یک حلقه قرار دارند شامل: سینولین، کینازولین، کینوکسالین و فتالازین
- نفتیریدین‌ها شامل ۶ عضو که در آن‌ها هر اتم نیتروژن در یک ی از هر حلقه‌ها قرار دارد.[۱][۲]

## ایزومرها
| نام‌ها                         | ساختار | زیرگروه    | CAS RN   |
| ----------------------------- | ------ | ---------- | -------- |
| ۲٬۱-دی‌آزانفتالن سینولین       |        | بنزودی‌آزین‌ | ۲۵۳-۶۶-۷ |
| ۳٬۲-دی‌آزانفتالن فتالازین      |        | بنزودی‌آزین‌ | ۲۵۳-۵۲-۱ |
| ۳٬۱-دی‌آزانفتالن کینازولین     |        | بنزودی‌آزین‌ | ۲۵۳-۸۲-۷ |
| ۴٬۱-دی‌آزانفتالن کینوکسالین    |        | بنزودی‌آزین‌ | ۹۱-۱۹-۰  |
| ۸٬۱-نفتیریدین ۸٬۱-دی‌آزانفتالن |        | نفتیریدین‌  | ۲۵۴-۶۰-۴ |
| ۷٬۱-نفتیریدین ۷٬۱-دی‌آزانفتالن |        | نفتیریدین‌  | ۲۵۳-۶۹-۰ |
| ۷٬۲-نفتیریدین ۷٬۲-دی‌آزانفتالن |        | نفتیریدین‌  | ۲۵۳-۴۵-۲ |
| ۶٬۱-نفتیریدین ۶٬۱-دی‌آزانفتالن |        | نفتیریدین‌  | ۲۵۳-۷۲-۵ |
| ۵٬۱-نفتیریدین ۵٬۱-دی‌آزانفتالن |        | نفتیریدین‌  | ۲۵۴-۷۹-۵ |
| ۶٬۲-نفتیریدین ۶٬۲-دی‌آزانفتالن |        | نفتیریدین‌  | ۲۵۴ ۷۹ ۵ |